# Show Me Love (Robin S)
Show Me Love is de eerste single van de Amerikaanse dancezangeres Robin S. Het nummer werd eind 1992 als remix opnieuw uitgebracht en werd begin 1993 een wereldwijde hit, met als hoogtepunt de vijfde positie in de Billboard Hot 100 in thuisland de Verenigde Staten. Show Me Love is uitgebouwd uit een orgelriffje dat gemaakt is met een Korg M1-synthesizer. De bekende versie van het nummer is overigens niet het origineel uit 1990 maar een remix door de Zweedse producer StoneBridge van eind 1992. Door de overeenkomende titel en de gelijkende artiestennaam, wordt het nummer af en toe verward met Show me love van de Zweedse zangeres Robyn, maar dit is een geheel ander nummer. 
In Nederland werd de single destijds veel gedraaid op de landelijke radiozenders en werd een radiohit. De single bereikte de 13e positie in zowel de Nederlandse Top 40 als de destijds nieuwe publieke hitlijst op Radio 3, de Mega Top 50. 
In België bereikte de single de 9e positie in de Vlaamse Ultratop 50 en de 5e positie in de Vlaamse Radio 2 Top 30.

## Remixes
Show Me Love is talloze malen geremixt. Feitelijk zijn dit remixen die voortbouwen op de versie van StoneBridge uit 1993. Een aantal van deze remixes zijn apart als single uitgegeven en zorgden voor een (meestal kleine) opleving van het nummer. De eerste singles met remixes verschenen vrij snel na de eerste uitgave van het originele nummer en voeren mee op de populariteit die het toen had. Vier jaar daarna, in 1997 verscheen een single met zes remixes door Lisa Marie Vocal Experience, StoneBridge en Todd Edwards. In het Verenigd Koninkrijk was deze single redelijk populair, maar bleef in de rest van de wereld buiten de belangstelling.
In 2002 waagde de Duitse DJ Tonka zich aan het nummer. Deze versie bereikte in Duitsland en het Verenigd Koninkrijk de onderste helft van de hitparade en bleef in Nederland hangen in de tipparade. Deze single raakte dan ook weer snel in de vergetelheid.
Begin 2008 brachten de Zweedse dj Steve Angello en Nederlandse dj Laidback Luke het nummer Be uit. De Nederlandse dj Hardwell kwam op het idee om Be en Show Me Love samen te voegen als bootleg met de naam Show Me Be of Show Be Love. Robin S merkte dit op en bracht een versie uit die zeer veel op deze bootleg leek, maar er werd niet verwezen naar Steve Angello, Laidback Luke of Hardwell; het werd gewoon uitgebracht als 2008 radio mix / 2008 extended mix. Deze werd bijzonder populair in Nederland en haalde in oktober van dat jaar de eerste plaats in de top 40. Na het succes in Nederland, kwam de single ook in de Vlaamse Ultratop 50, maar daar wist het nummer niet de top 20 te bereiken.
In 2009 werd het nummer opnieuw uitgebracht, deze keer wel met de namen Steve Angello en Laidback Luke. Deze versie haalde de Britse hitlijst. De naam Hardwell was ook op de cd te vinden.
Ook in 2015 bleek het ondertussen 22 jaar oude origineel nog prima te werken, Sam Feldt bracht een remix van het nummer uit, die in Europa en Amerika prima aansloeg. In Nederland kwam de EDX's Indian Summer Remix van de bewerking van Sam Feldt de Top 40 binnen. Dit bleef op 19 hangen, in België kwam het origineel tot plaats 15.

## Hitnoteringen

### Nederlandse Top 40
| "Show Me Love" in de Nederlandse Top 40 - binnen: 8 mei 1993 | "Show Me Love" in de Nederlandse Top 40 - binnen: 8 mei 1993 | "Show Me Love" in de Nederlandse Top 40 - binnen: 8 mei 1993 | "Show Me Love" in de Nederlandse Top 40 - binnen: 8 mei 1993 | "Show Me Love" in de Nederlandse Top 40 - binnen: 8 mei 1993 | "Show Me Love" in de Nederlandse Top 40 - binnen: 8 mei 1993 | "Show Me Love" in de Nederlandse Top 40 - binnen: 8 mei 1993 | "Show Me Love" in de Nederlandse Top 40 - binnen: 8 mei 1993 | "Show Me Love" in de Nederlandse Top 40 - binnen: 8 mei 1993 | "Show Me Love" in de Nederlandse Top 40 - binnen: 8 mei 1993 | "Show Me Love" in de Nederlandse Top 40 - binnen: 8 mei 1993 | "Show Me Love" in de Nederlandse Top 40 - binnen: 8 mei 1993 | "Show Me Love" in de Nederlandse Top 40 - binnen: 8 mei 1993 | "Show Me Love" in de Nederlandse Top 40 - binnen: 8 mei 1993 | "Show Me Love" in de Nederlandse Top 40 - binnen: 8 mei 1993 | "Show Me Love" in de Nederlandse Top 40 - binnen: 8 mei 1993 | "Show Me Love" in de Nederlandse Top 40 - binnen: 8 mei 1993 | "Show Me Love" in de Nederlandse Top 40 - binnen: 8 mei 1993 | "Show Me Love" in de Nederlandse Top 40 - binnen: 8 mei 1993 | "Show Me Love" in de Nederlandse Top 40 - binnen: 8 mei 1993 |
| Week                                                         | 1                                                            | 2                                                            | 3                                                            | 4                                                            | 5                                                            | 6                                                            | 7                                                            | 8                                                            | 9                                                            | 10                                                           | 11                                                           | 12                                                           | 13                                                           | 14                                                           | 15                                                           | 16                                                           | 17                                                           | 18                                                           |                                                              |
| ------------------------------------------------------------ | ------------------------------------------------------------ | ------------------------------------------------------------ | ------------------------------------------------------------ | ------------------------------------------------------------ | ------------------------------------------------------------ | ------------------------------------------------------------ | ------------------------------------------------------------ | ------------------------------------------------------------ | ------------------------------------------------------------ | ------------------------------------------------------------ | ------------------------------------------------------------ | ------------------------------------------------------------ | ------------------------------------------------------------ | ------------------------------------------------------------ | ------------------------------------------------------------ | ------------------------------------------------------------ | ------------------------------------------------------------ | ------------------------------------------------------------ | ------------------------------------------------------------ |
| Nummer                                                       | 38                                                           | 24                                                           | 21                                                           | 20                                                           | 21                                                           | 23                                                           | 24                                                           | 28                                                           | 26                                                           | 26                                                           | 22                                                           | 20                                                           | 17                                                           | 13                                                           | 14                                                           | 16                                                           | 25                                                           | 26                                                           | uit                                                          |

### Mega Top 50
Hitnotering: 15-05-1993 t/m 11-09-1993. Hoogste notering: #13 (1 week).

### Vlaamse Radio 2 Top 30
| "Show Me Love" in de Radio 2 Top 30 - binnen: 26 juni 1993 | "Show Me Love" in de Radio 2 Top 30 - binnen: 26 juni 1993 | "Show Me Love" in de Radio 2 Top 30 - binnen: 26 juni 1993 | "Show Me Love" in de Radio 2 Top 30 - binnen: 26 juni 1993 | "Show Me Love" in de Radio 2 Top 30 - binnen: 26 juni 1993 | "Show Me Love" in de Radio 2 Top 30 - binnen: 26 juni 1993 | "Show Me Love" in de Radio 2 Top 30 - binnen: 26 juni 1993 | "Show Me Love" in de Radio 2 Top 30 - binnen: 26 juni 1993 | "Show Me Love" in de Radio 2 Top 30 - binnen: 26 juni 1993 | "Show Me Love" in de Radio 2 Top 30 - binnen: 26 juni 1993 | "Show Me Love" in de Radio 2 Top 30 - binnen: 26 juni 1993 | "Show Me Love" in de Radio 2 Top 30 - binnen: 26 juni 1993 | "Show Me Love" in de Radio 2 Top 30 - binnen: 26 juni 1993 | "Show Me Love" in de Radio 2 Top 30 - binnen: 26 juni 1993 | "Show Me Love" in de Radio 2 Top 30 - binnen: 26 juni 1993 |
| Week                                                       | 1                                                          | 2                                                          | 3                                                          | 4                                                          | 5                                                          | 6                                                          | 7                                                          | 8                                                          | 9                                                          | 10                                                         | 11                                                         | 12                                                         | 13                                                         |                                                            |
| ---------------------------------------------------------- | ---------------------------------------------------------- | ---------------------------------------------------------- | ---------------------------------------------------------- | ---------------------------------------------------------- | ---------------------------------------------------------- | ---------------------------------------------------------- | ---------------------------------------------------------- | ---------------------------------------------------------- | ---------------------------------------------------------- | ---------------------------------------------------------- | ---------------------------------------------------------- | ---------------------------------------------------------- | ---------------------------------------------------------- | ---------------------------------------------------------- |
| Nummer                                                     | 26                                                         | uit                                                        | 29                                                         | 25                                                         | 15                                                         | 16                                                         | 5                                                          | 7                                                          | 7                                                          | 10                                                         | 18                                                         | 16                                                         | 28                                                         | uit                                                        |

### NPO Radio 2 Top 2000
| Nummer met noteringen in de NPO Radio 2 Top 2000 | '15  | '16-'22 | '23  | '24  |
| ------------------------------------------------ | ---- | ------- | ---- | ---- |
| Show Me Love                                     | 1902 | -       | 1772 | 1982 |

1. ↑  Een '-' betekent dat het nummer niet was genoteerd en een vetgedrukt getal geeft de hoogste notering aan.
2. ↑  2015 was het eerste jaar met een notering voor dit nummer.

## Versie 2008

### Nederlandse Top 40
| "Show Me Love 2008" in de Nederlandse Top 40 - binnen: 4 oktober 2008 | "Show Me Love 2008" in de Nederlandse Top 40 - binnen: 4 oktober 2008 | "Show Me Love 2008" in de Nederlandse Top 40 - binnen: 4 oktober 2008 | "Show Me Love 2008" in de Nederlandse Top 40 - binnen: 4 oktober 2008 | "Show Me Love 2008" in de Nederlandse Top 40 - binnen: 4 oktober 2008 | "Show Me Love 2008" in de Nederlandse Top 40 - binnen: 4 oktober 2008 | "Show Me Love 2008" in de Nederlandse Top 40 - binnen: 4 oktober 2008 | "Show Me Love 2008" in de Nederlandse Top 40 - binnen: 4 oktober 2008 | "Show Me Love 2008" in de Nederlandse Top 40 - binnen: 4 oktober 2008 | "Show Me Love 2008" in de Nederlandse Top 40 - binnen: 4 oktober 2008 | "Show Me Love 2008" in de Nederlandse Top 40 - binnen: 4 oktober 2008 | "Show Me Love 2008" in de Nederlandse Top 40 - binnen: 4 oktober 2008 | "Show Me Love 2008" in de Nederlandse Top 40 - binnen: 4 oktober 2008 | "Show Me Love 2008" in de Nederlandse Top 40 - binnen: 4 oktober 2008 | "Show Me Love 2008" in de Nederlandse Top 40 - binnen: 4 oktober 2008 | "Show Me Love 2008" in de Nederlandse Top 40 - binnen: 4 oktober 2008 | "Show Me Love 2008" in de Nederlandse Top 40 - binnen: 4 oktober 2008 | "Show Me Love 2008" in de Nederlandse Top 40 - binnen: 4 oktober 2008 |
| Week                                                                  | 1                                                                     | 2                                                                     | 3                                                                     | 4                                                                     | 5                                                                     | 6                                                                     | 7                                                                     | 8                                                                     | 9                                                                     | 10                                                                    | 11                                                                    | 12                                                                    | 13                                                                    | 14                                                                    | 15                                                                    | 16                                                                    |                                                                       |
| --------------------------------------------------------------------- | --------------------------------------------------------------------- | --------------------------------------------------------------------- | --------------------------------------------------------------------- | --------------------------------------------------------------------- | --------------------------------------------------------------------- | --------------------------------------------------------------------- | --------------------------------------------------------------------- | --------------------------------------------------------------------- | --------------------------------------------------------------------- | --------------------------------------------------------------------- | --------------------------------------------------------------------- | --------------------------------------------------------------------- | --------------------------------------------------------------------- | --------------------------------------------------------------------- | --------------------------------------------------------------------- | --------------------------------------------------------------------- | --------------------------------------------------------------------- |
| Nummer                                                                | 25                                                                    | 12                                                                    | 5                                                                     | 1                                                                     | 1                                                                     | 1                                                                     | 7                                                                     | 8                                                                     | 9                                                                     | 11                                                                    | 12                                                                    | 17                                                                    | 25                                                                    | 32                                                                    | 34                                                                    | 40                                                                    | uit                                                                   |

### Mega Top 50
Hitnotering: 04-10-2008 t/m 17-01-2009. Hoogste notering: #2 (1 week).

### Vlaamse Ultratop 50
| "Show Me Love 2008" in de Vlaamse Ultratop 50 - binnen: 1 november 2008 | "Show Me Love 2008" in de Vlaamse Ultratop 50 - binnen: 1 november 2008 | "Show Me Love 2008" in de Vlaamse Ultratop 50 - binnen: 1 november 2008 | "Show Me Love 2008" in de Vlaamse Ultratop 50 - binnen: 1 november 2008 | "Show Me Love 2008" in de Vlaamse Ultratop 50 - binnen: 1 november 2008 | "Show Me Love 2008" in de Vlaamse Ultratop 50 - binnen: 1 november 2008 | "Show Me Love 2008" in de Vlaamse Ultratop 50 - binnen: 1 november 2008 | "Show Me Love 2008" in de Vlaamse Ultratop 50 - binnen: 1 november 2008 | "Show Me Love 2008" in de Vlaamse Ultratop 50 - binnen: 1 november 2008 | "Show Me Love 2008" in de Vlaamse Ultratop 50 - binnen: 1 november 2008 | "Show Me Love 2008" in de Vlaamse Ultratop 50 - binnen: 1 november 2008 | "Show Me Love 2008" in de Vlaamse Ultratop 50 - binnen: 1 november 2008 |
| Week                                                                    | 1                                                                       | 2                                                                       | 3                                                                       | 4                                                                       | 5                                                                       | 6                                                                       | 7                                                                       | 8                                                                       | 9                                                                       | 10                                                                      |                                                                         |
| ----------------------------------------------------------------------- | ----------------------------------------------------------------------- | ----------------------------------------------------------------------- | ----------------------------------------------------------------------- | ----------------------------------------------------------------------- | ----------------------------------------------------------------------- | ----------------------------------------------------------------------- | ----------------------------------------------------------------------- | ----------------------------------------------------------------------- | ----------------------------------------------------------------------- | ----------------------------------------------------------------------- | ----------------------------------------------------------------------- |
| Nummer                                                                  | 27                                                                      | 24                                                                      | 28                                                                      | 33                                                                      | 36                                                                      | 26                                                                      | 34                                                                      | 34                                                                      | 38                                                                      | 44                                                                      | uit                                                                     |